# Cerkev sv. Mihaela na Barju
Cerkev sv. Mihaela na Barju je cerkev v Črni vasi na Ljubljanskem barju. Pripada rimskokatoliški Cerkvi in spada pod župnijo Ljubljana - Barje. Cerkev je bila zgrajena po načrtih arhitekta Jožeta Plečnika v letih 1937–39.
Cerkev je nastala na pobudo trnovskega župnika Frana Saleškega Finžgarja in kateheta Karla Matkoviča, Plečnikovega nečaka. Najprej je bila mišljena kot začasna cerkev, kar izdaja tudi način zidave, saj je razen vznožja cerkve, ki je kamnito, vse ostalo izdelano v lesu. Tako, da bi ob načrtovani kasnejši dozidavi oziroma nadzidavi cerkve ostal kamnit spodnji del, zgornji pa bi se pozidal na novo. Zaradi močvirnih tal stoji cerkev na pilotih, do cerkvene ladje v 1. nadstropju vodi dostop v obliki mostu. Zunanji zidovi so (kot pri Narodni in Univerzitetni knjižnici) poživljeni z vložki iz opeke. To pa ni edina podobnost s stavbo NUK, tudi prej omenjena zasnova, se pravi stopniščni dostop postavljen pravokotno na cerkveno ladjo, izhaja iz iste ideje kot stopnišče oblečeno v črn podpeški apnenec, ki vodi do velike čitalnice NUK. Značilen je odprt zvonik.
Cerkvena ladja ima vzdolžno os krajšo od prečne in oltar v sredini prostora. Pri zasnovi notranjosti je uporabil materiale in oblike okrasja, ki izhajajo iz ljudskega stavbarstva. Predvsem, pa je ureditev notrnanjščine posledica skromnih sredstev namenjenih zidavi. Tako je recimo za nekatere podporne stebre uporabil kar navadne kanalizacijske cevi, večina opreme v cerkvi pa je lesena. 
Cerkev sv. Mihaela je bila 28. julija 2021 dodana na seznam Unescove svetovne dediščine v okviru vpisa Dela Jožeta Plečnika v Ljubljani – urbano oblikovanje po meri človeka.